# FB Mondial

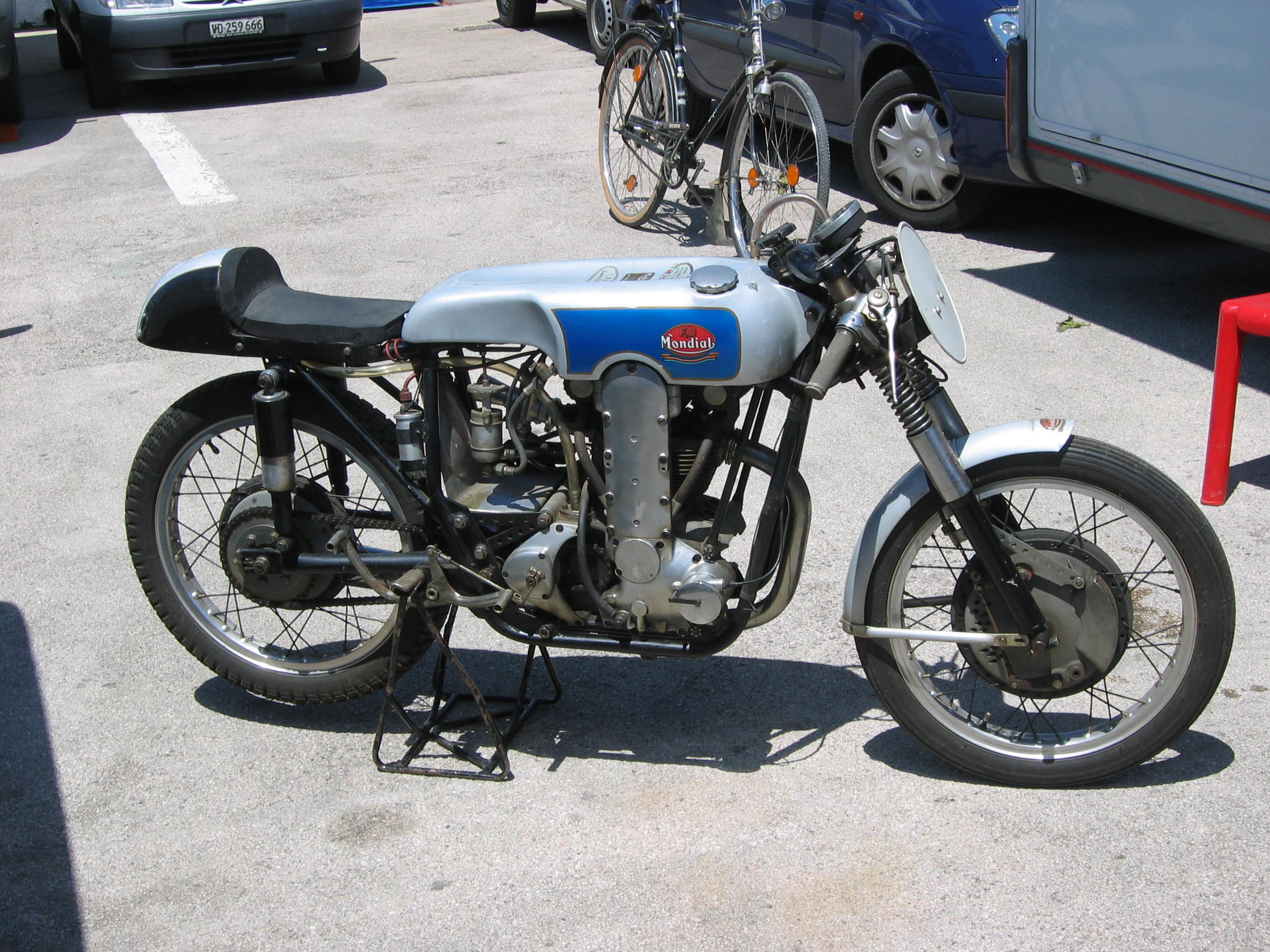
Un modèle de course.

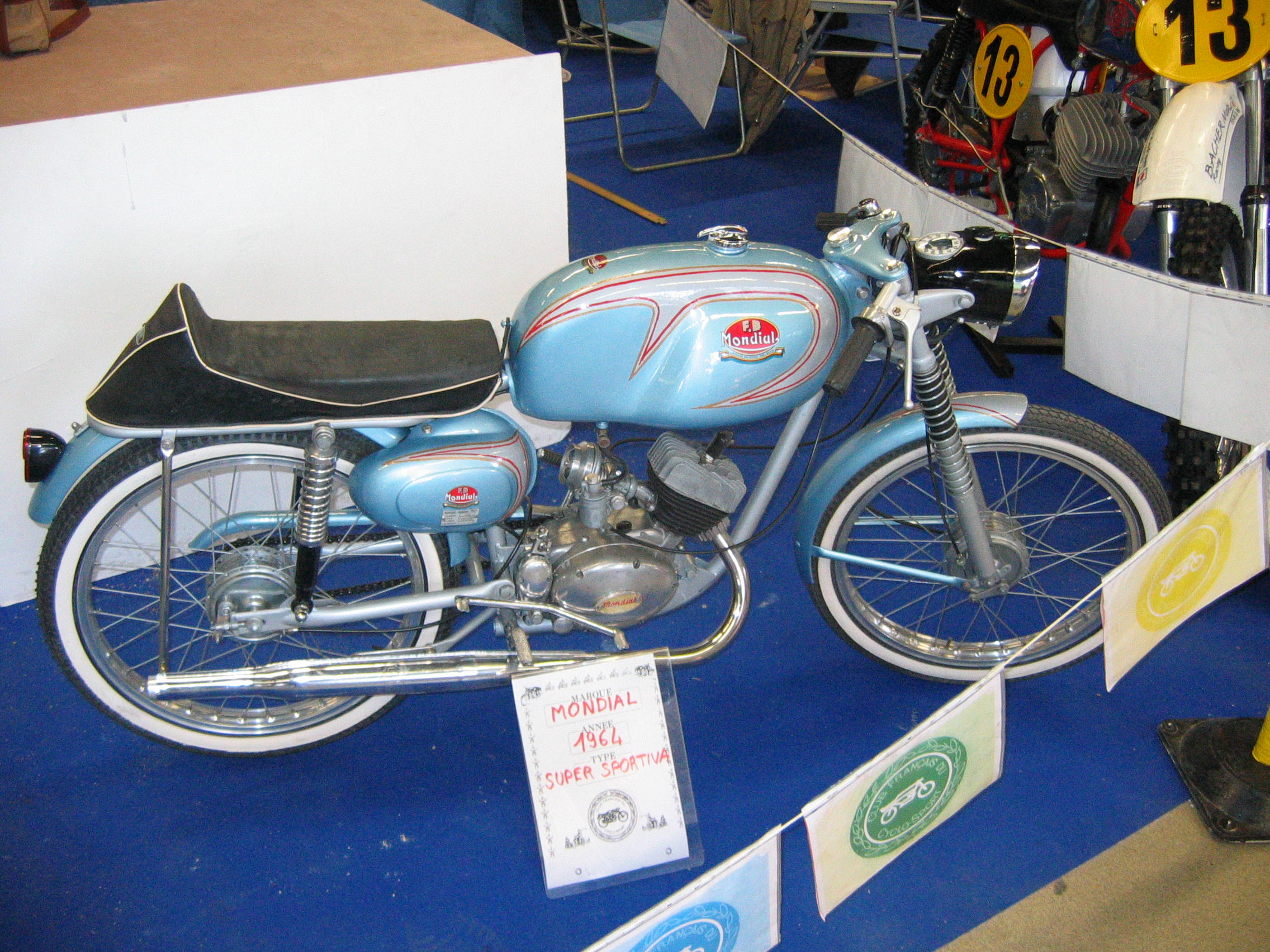
Un cyclomoteur de série.

FB Mondial est une marque de motos italienne fondée en 1929 à Milan, en Lombardie.

## Historique
FB Mondial est née sous l'impulsion des frères Boseli. FB signifie « Fratelli Boseli », les frères Boseli (Luigi, Carlo, Ettore et Ada). 
Un leader de la Chambre de la famille des comtes Boselli, riches propriétaires terriens de Ankaran dans la province de Piacenza. Le comte Giuseppe a l'idée, étant donné la période très favorable à des moyens de transport, d'impliquer la famille, formée par les frères Luigi, Carlo, Ettore et Ada, dans la constitution d'une société pour construire des triporteurs, FB (frères Boselli). Les usines sont construites lorsque le PC est à Bologne, dans des entrepôts appartenant à Oreste et Alfonso Drusiani, respectivement père et fils, de solides techniciens proches de la famille Boselli.
Le triporteur subit de bonnes réactions de la part du public, étant réputé robuste et fiable, mais c'est la guerre, Bologne est lourdement bombardée et les hangars Drusiani rasés. Les quelques machines restantes sont prises par les autorités militaires et de la jeune FB ne reste plus rien. À la fin du conflit, Boselli a gardé de nombreuses ressources économiques pour pouvoir restaurer la société, si bien que, en 1946, les livraisons de triporteurs reprennent.
Pendant ce temps, Alfonso Drusiani conçoit et construit un nouveau moteur de la moto, de nouveau, pour les petits déplacements, en 125 cm3, un quatre temps à double arbre et, à cette époque, on pense que la complexité du moteur ne peut pas résister à des bas régimes. Le projet, cependant, est souhaité par Guiseppe Conte, qui décide, avec l'approbation des frères pour l'aider à la production de triporteurs mais aussi de motos, qui ont été nommées « FB Mondial ». Ils sont inventés par Alfonso Drusiani et Lino Tonti notamment.
Mondial domine le monde de la moto avec d'innombrables victoires en Grand Prix, Mondial est devenu aux yeux des fans, surtout des jeunes, un mythe, le cyclo que tout le monde veut, de sorte que Boselli décide d'étendre la production de motos pour le marché privé. Le succès de la part du public est immédiat. Mondial agrandit son usine et en construit une à Milan, dans la Via San Giusto, où il y a aussi les bureaux de la direction, l'augmentation des effectifs et de nombreux emplois manufacturiers sont confiés à des tiers. À la ferme de Bologne, la production de moteurs à quatre temps, en 125 et 175 cm3, est confiée à Michelini. Des concessionnaires ouvrent dans toute l'Italie pour atteindre le quota de trois cents magasins et les commandes de motos entrainent l'arrêt de la production de triporteurs pour se consacrer exclusivement à la construction de motos. Des erreurs sont commises dans la maison Mondial, il est décidé à la fin de la saison 1957 de quitter officiellement la course.
Il y a plusieurs tentatives pour rétablir Mondial sur le devant de la scène, mais c'est autant d'échecs. FB Mondial restera une légende dans l'histoire de l'Italie et du monde de la moto.

### Compétition
Dans ce domaine, les résultats ne se font pas attendre. Mondial ne court que depuis 1948 et a remporté sa première course au GP d'automne à Monza grâce à Nello Pagani en 125.
Lors de la première année de compétition moto en 1949, il y avait six Mondial sur dix dans les points en 125 cm3. Le vainqueur, Nello Pagani, remportant deux victoires, une autre était apportée pour Mondial par Gianni Leoni, classé 5e.
En 1950, Mondial figure aux trois premières places du classement général en 125, avec une victoire en Grand Prix pour chacun des trois coureurs. L'histoire se répète en 1951, avec toujours trois Mondial aux trois premières places en 125, chacun des deux premiers gagnant une course. En 1952, Carlo Ubbiali est vice-champion du monde en 125 cm3, lui qui avait gagné le titre l'année précédente. Suivi ensuite quelques années où Mondial ne gagna plus. Enfin, en 1957, Mondial fait le doublé 125-250, en ayant trois Mondial aux trois premières places en 250 cm3, Tarquinio Provini, vainqueur en 125 se classant notamment second en 250 (en gagnant trois Grand Prix en 125 et deux en 250).
Son palmarès compte 18 victoires en championnat du monde (14 en 125 et 4 en 250) ainsi que cinq titres mondiaux par pilote (quatre en 125 et un en 250) et cinq titres constructeurs.
Différents titres mondiaux :
- 1949 :  Nello Pagani en 125 cm3 (deux victoires) ;
- 1950 :  Bruno Ruffo en 125 cm3 (une victoire) ;
- 1951 :  Carlo Ubbiali en 125 cm3 (une victoire) ;
- 1957 :  Tarquinio Provini en 125 cm3 (trois victoires) ;
- 1957 :  Cecil Sandford en 250 cm3 (deux victoires).

En 1957, les trois grandes marques italiennes FB-Mondial, Gilera et Moto Guzzi annoncent conjointement leur retrait de la compétition.
Les trois constructeurs mettent en avant le coût croissant de la compétition dans une période de récession du marché moto, la mauvaise image des sports mécaniques à l'époque en Italie et l'augmentation des performances des machines de GP mettant en cause la sécurité des pilotes.
Pourtant, les pilotes seront particulièrement mal traités car la plupart apprendront la nouvelle de la défection de leurs employeurs par la presse. Néanmoins, Mondial parvient à gagner le titre en 125 et 250 cm3 cette année-là.
Guiseppe Pattoni, ancien employé de Mondial, récupère le matériel de l'usine et crée avec Lino Tonti (ancien créateur de modèles chez Mondial) la marque Paton. Il met en piste les premières 125 et 175 modifiées, qui obtiennent des places honorables au Tourist Trophy de l'île de Man, dans les mains de Mike Hailwood. Ce dernier se servira d'un Mondial privé pour courir en 250 cm3 en 1959, se classant 5e.

### Modèles
La production reste florissante jusqu'en 1960 avec des succès sportifs et commerciaux. Mondial aura eu le temps de commercialiser de nombreux modèles :
- la 200 Tourisme avec fourche télescopique ;
- la 250 Super Sport à cinq vitesses ;
- la 200 Sport ;
- la 160 Tourisme télescopique ;
- la 125 RCE ;
- la 48 SS ;
- la 160 Luxe ;
- la 125 Tourisme de 1959 ;
- la 175 TV ;
- la 175 Sport, à double pot d'échappement ;
- la 75 Sport à réservoir intégré ;
- le Mondialino 50 ;
- le 50 Sport ;
- le Record, aujourd'hui une pièce de collection dont le prix atteint des sommets ;
- l'Enduro (parmi les derniers produits) avec absence de silencieux ;
- la 125 à moteur Sachs, le dernier modèle produit.

### Déclin puis tentatives de relances
À partir de 1960, Mondial décline peu à peu pour s'arrêter en 1979.
La marque sera relancée entre 1987 et 1989, mais sans renouer avec le succès.
Roberto Ziletti tentera de remettre la marque à flot en 2001. La Piega est mise sur le marché. Elle utilise un moteur d'origine Honda. Suivront les déclinaisons privées de carénage RZ Starfighter et Nuda. Cette dernière est conçue et produite par le constructeur français Boxer. L'histoire se répète. La production ne rencontre pas son public. Mondial met à nouveau la clef sous la porte.

## Anecdotes
Gianni Leoni n'a jamais été champion du monde 125 cm3, malgré ses trois victoires en Grand Prix sur FB Mondial (une en 1949, 1950 et 1951).
FB Mondial avait préparé une moto avec soupape d'actionnement desmodromique (avant Ducati), mais la marque coula avant qu'elle n'ait eu le temps de la produire.